# Cichlasoma orinocense
Cichlasoma orinocense és una espècie de peix de la família dels cíclids i de l'ordre dels perciformes.

## Morfologia
Els mascles poden assolir els 10,9 cm de longitud total.

## Distribució geogràfica
Es troba a la conca del riu Orinoco: des del riu Meta (Colòmbia) fins a Ciudad Bolívar (Veneçuela).